# Лабунский, Денис Богданович
Дени́с Богда́нович Лабу́нский (укр. Денис Богданович Лабунський, позывной — Гром; 29 октября 1993, Винница — 24 ноября 2022, Бахмут) — украинский военнослужащий, сержант, участник российско-украинской войны. Герой Украины (8 июля 2023, посмертно).

## Биография
Родился 29 октября 1993 года в городе Винница. С юных лет он увлекался тяжёлой атлетикой и достиг уровня кандидата в мастера спорта. Являлся воспитанником детско-юношеской спортивной школы Винницкой территориальной организации ВФСТ «Колос».
С началом полномасштабного вторжения России в Украину в 2022 году Денис добровольно вступил в ряды Вооружённых сил Украины. Он служил пулемётчиком в 3-й отдельной штурмовой бригаде. 24 ноября 2022 года, во время выполнения боевого задания в районе Бахмута, он погиб, прикрывая своих товарищей.
Похоронен на Сабаровском кладбище в Виннице.

## Награды
- Звание «Герой Украины» с удостоением ордена «Золотая Звезда» (8 июля 2023, посмертно) — за личное мужество и героизм, проявленные в защите государственного суверенитета и территориальной целостности Украины, верность военной присяге[1].
- Орден «За мужество» III степени (1 мая 2023 года, посмертно) — за личное мужество, проявленное в защите государственного суверенитета и территориальной целостности Украины, самоотверженное исполнение воинского долга[2].